# Campeonato Paraibano de Futebol de 2023 - Primeira Divisão
O Campeonato Paraibano de Futebol da Primeira Divisão de 2023, oficialmente denominado Campeonato Paraibano Betino 2023 por razões de patrocínio, foi a 113 ª temporada do referido torneio de futebol que equivale ao primeiro nível na pirâmide do futebol do estado da Paraíba, estando a cargo da Federação Paraibana de Futebol (FPF) a sua organização e realização. Dez clubes disputaram o torneio, cujo início deu-se em 7 de janeiro com o último jogo da final ocorrendo em 8 de abril de 2023.
Além de definir o Treze como campeão estadual da temporada, ao bater o Sousa na final e conquistar o seu décimo sétimo título estadual, a competição também serviu para definir as duas vagas do estado na disputa da Copa do Brasil de 2025, que ficaram com os dois clubes finalistas, além de ocuparem também as duas vagas para a Série D de 2024, bem como, garantir vagas para a Copa do Nordeste de 2025, juntamente com o Botafogo. A edição marcou a estreia do Serra Branca na primeira divisão paraibana, além do retorno do Queimadense mas que voltou a ser rebaixado, juntamente com o Auto Esporte-PB.

## Regulamento
O Conselho Arbitral da competição foi realizado em 9 de novembro de 2022, contando com participação de representantes da FPF e dos dez clubes participantes, onde foram definidos o formato de disputa, tabela e datas da competição, num regulamento semelhante aos anos anteriores em que o certame foi disputado em três fases: primeira fase (fase classificatória), semifinal e final. Na primeira fase, os dez clubes jogaram entre si em partida de ida (turno único), ao final da fase, os dois últimos posicionados na primeira fase foram rebaixados para a Segunda Divisão de 2025, enquanto que os quatro mais bem colocados se classificaram para a fase semifinal que teve confrontos definidos por cruzamento olímpico (1º x 4º e 2º e 3º), em jogos de ida e volta com o mando de campo da segunda partida para os dois melhores colocados da primeira fase, os vencedores dos confrontos decidiram a final do torneio.
As fases semifinal e final foram disputadas em duas partidas (ida e volta), onde estava previsto que em caso de igualdade no somatório das duas partidas, tanto na fase semifinal, quanto na fase final, a disputa iria direto para as penalidades máximas, sem prorrogação. O Treze e o Sousa garantiram vagas na Série D do Campeonato Brasileiro de 2024, bem como para a Copa do Brasil de 2024, já para a Copa do Nordeste de 2024, além do campeão e do vice também classificou-se o Botafogo.

### Critérios de desempate
Na primeira fase, os critérios de classificação e desempate utilizados no campeonato para definir a posição dos clubes será feito observando os seguintes critérios:
1. Pontos;
2. Maior número de vitórias;
3. Maior saldo de gols;
4. Maior número de gols pró;
5. Menor número de cartões vermelhos recebidos;
6. Menor número de cartões amarelos recebidos;
7. Sorteio.

## Equipes participantes

### Promovidos e rebaixados
| Pos. | Rebaixados da Primeira Divisão 2022 |
| ---- | ----------------------------------- |
| 9º   | Sport-PB                            |
| 10º  | Atlético Cajazeirense               |

| Pos. | Promovido da Segunda Divisão 2022 |
| ---- | --------------------------------- |
| 1º   | Serra Branca                      |
| 2º   | Queimadense                       |

## Primeira fase
| Pos | Equipe            | Pts | J | V | E | D | GP | GC | SG  | Classificação ou descenso            |
| --- | ----------------- | --- | - | - | - | - | -- | -- | --- | ------------------------------------ |
| 1   | Sousa             | 20  | 9 | 6 | 2 | 1 | 14 | 4  | +10 | Classificados à semifinal            |
| 2   | Treze             | 15  | 9 | 4 | 3 | 2 | 11 | 7  | +4  | Classificados à semifinal            |
| 3   | São Paulo Crystal | 15  | 9 | 4 | 3 | 2 | 7  | 6  | +1  | Classificados à semifinal            |
| 4   | Botafogo-PB       | 15  | 9 | 3 | 6 | 0 | 11 | 6  | +5  | Classificados à semifinal            |
| 5   | Nacional de Patos | 14  | 9 | 4 | 2 | 3 | 11 | 8  | +3  |                                      |
| 6   | Campinense        | 14  | 9 | 3 | 5 | 1 | 8  | 6  | +2  |                                      |
| 7   | CSP               | 9   | 9 | 2 | 3 | 4 | 9  | 13 | −4  |                                      |
| 8   | Serra Branca      | 9   | 9 | 1 | 6 | 2 | 8  | 11 | −3  |                                      |
| 9   | Queimadense       | 4   | 9 | 0 | 4 | 5 | 6  | 13 | −7  | Rebaixados à Segunda Divisão de 2024 |
| 10  | Auto Esporte-PB   | 2   | 9 | 0 | 2 | 7 | 7  | 18 | −11 | Rebaixados à Segunda Divisão de 2024 |

### Partidas
A tabela dos confrontos dos clubes na primeira fase foi definida por meio de sorteio e divulgada pela Federação em novembro de 2023, com posterior detalhamento dos dias e horários dos jogos (as partidas estão no horário local da Paraíba, que segue o horário de Brasília (UTC-03:00)).
Primeira rodada
| 7 de janeiro | 16:00 | Queimadense | 0–1 | Campinense | Amigão, Campina Grande |

| 7 de janeiro | 19:30 | Treze | 2–0 | São Paulo Crystal | Amigão, Campina Grande |

| 2 de fevereiro | 20:30 | Serra Branca | 1–1 | Botafogo-PB | Amigão, Campina Grande |

| 15 de fevereiro | 19:30 | Sousa | 4–0 | Auto Esporte-PB | Marizão, Sousa |

| 23 de fevereiro | 20:00 | Nacional de Patos | 2–1 | CSP | José Cavalcanti, Patos |

Segunda rodada
| 11 de janeiro | 19:30 | Sousa | 1–1 | Botafogo-PB | Marizão, Sousa |

| 11 de janeiro | 20:30 | Auto Esporte-PB | 1–1 | Queimadense | Almeidão, João Pessoa |

| 12 de janeiro | 20:00 | Nacional de Patos | 2–0 | Treze | José Cavalcanti, Patos |

| 12 de janeiro | 20:30 | Campinense | 1–2 | São Paulo Crystal | Amigão, Campina Grande |

| 6 de fevereiro | 16:00 | CSP | 1–1 | Serra Branca | Almeidão, João Pessoa |

Terceira rodada
| 14 de janeiro | 16:00 | Serra Branca | 1–2 | Sousa | Amigão, Campina Grande |

| 15 de janeiro | 16:00 | São Paulo Crystal | 1–0 | Nacional de Patos | Carneirão, Cruz do Espírito Santo |

| 15 de janeiro | 16:00 | Botafogo-PB | 2–2 | Campinense | Almeidão, João Pessoa |

| 16 de janeiro | 20:30 | Treze | 3–2 | Auto Esporte-PB | Almeidão, João Pessoa |

| 16 de fevereiro | 19:00 | Queimadense | 1–2 | CSP | Amigão, Campina Grande |

Quarta rodada
| 19 de janeiro | 19:30 | São Paulo Crystal | 0–1 | Sousa | Carneirão, Cruz do Espírito Santo |

| 21 de janeiro | 16:00 | Serra Branca | 1–1 | Queimadense | Amigão, Campina Grande |

| 21 de janeiro | 16:00 | Auto Esporte-PB | 1–2 | CSP | Almeidão, João Pessoa |

| 22 de janeiro | 16:00 | Botafogo-PB | 0–0 | Treze | Almeidão, João Pessoa |

| 8 de fevereiro | 20:30 | Campinense | 1–1 | Nacional de Patos | Amigão, Campina Grande |

Quinta rodada
| 24 de janeiro | 16:00 | CSP | 0–1 | São Paulo Crystal | Almeidão, João Pessoa |

| 24 de janeiro | 20:00 | Nacional de Patos | 2–1 | Auto Esporte-PB | José Cavalcanti, Patos |

| 25 de janeiro | 19:30 | Sousa | 0–1 | Campinense | Marizão, Sousa |

| 25 de janeiro | 20:30 | Treze | 3–0 | Serra Branca | Almeidão, João Pessoa |

| 26 de janeiro | 20:30 | Queimadense | 1–1 | Botafogo-PB | Amigão, Campina Grande |

Sexta rodada
| 28 de janeiro | 16:00 | Campinense | 0–0 | Serra Branca | Amigão, Campina Grande |

| 29 de janeiro | 16:00 | Treze | 1–1 | CSP | Amigão, Campina Grande |

| 30 de janeiro | 19:00 | Botafogo-PB | 2–0 | Auto Esporte-PB | Almeidão, João Pessoa |

| 30 de janeiro | 19:30 | São Paulo Crystal | 2–1 | Queimadense | Carneirão, Cruz do Espírito Santo |

| 5 de fevereiro | 17:00 | Nacional de Patos | 0–1 | Sousa | José Cavalcanti, Patos |

Sétima rodada
| 9 de fevereiro | 19:00 | Queimadense | 0–0 | Sousa | Amigão, Campina Grande |

| 13 de fevereiro | 16:00 | Serra Branca | 1–1 | Nacional de Patos | Amigão, Campina Grande |

| 13 de fevereiro | 20:30 | CSP | 0–1 | Botafogo-PB | Almeidão, João Pessoa |

| 19 de fevereiro | 16:00 | Auto Esporte-PB | 0–0 | São Paulo Crystal | Almeidão, João Pessoa |

| 26 de fevereiro | 19:00 | Campinense | 0–0 | Treze | Amigão, Campina Grande |

Oitava rodada
| 1 de fevereiro | 20:30 | CSP | 1–1 | Campinense | Amigão, Campina Grande |

| 12 de fevereiro | 16:00 | Sousa | 1–0 | Treze | Marizão, Sousa |

| 23 de fevereiro | 16:00 | Serra Branca | 3–2 | Auto Esporte-PB | Amigão, Campina Grande |

| 25 de fevereiro | 16:00 | Botafogo-PB | 1–1 | São Paulo Crystal | Almeidão, João Pessoa |

| 27 de fevereiro | 20:00 | Queimadense | 0–3 | Nacional de Patos | Amigão, Campina Grande |

Nona rodada
| 12 de março | 16:00 | Auto Esporte-PB | 0–1 | Campinense | Almeidão, João Pessoa |

| 12 de março | 16:00 | Treze | 2–1 | Queimadense | Amigão, Campina Grande |

| 12 de março | 16:00 | Nacional de Patos | 0–2 | Botafogo-PB | José Cavalcanti, Patos |

| 12 de março | 16:00 | São Paulo Crystal | 0–0 | Serra Branca | Carneirão, Cruz do Espírito Santo |

| 12 de março | 16:00 | Sousa | 4–1 | CSP | Marizão, Sousa |

## Fase final
Em itálico, as equipes que possuem o mando de campo no primeiro jogo do confronto e em negrito as equipes classificados.
|  | Semifinais        | Semifinais | Semifinais | Semifinais |       |       | Final | Final | Final | Final |
|  |                   |            |            |            |       |       |       |       |       |       |
|  | Sousa             | 0          | 5          | 5          |       |       |       |       |       |       |
|  | Botafogo-PB       | 1          | 1          | 2          |       |       |       |       |       |       |
|  | Botafogo-PB       | 1          | 1          | 2          |       | Sousa | 1     | 1     | 2 (2) |       |
|  |                   |            |            |            |       | Sousa | 1     | 1     | 2 (2) |       |
|  |                   | Treze      | 2          | 0          | 2 (4) |       |       |       |       |       |
|  | Treze             | Treze      | 2          | 0          | 2 (4) | 1     | 1     | 2     |       |       |
|  | Treze             |            |            |            |       | 1     | 1     | 2     |       |       |
|  | São Paulo Crystal | 1          | 0          | 1          |       |       |       |       |       |       |

## Premiação
| Campeonato Paraibano de 2023 |
| ---------------------------- |
| Treze Campeão (17.º título)  |